# Alfred Dreyfus
Alfred Dreyfus (født 9. oktober 1859, død 12. juli 1935) var en fransk officer, der var hovedpersonen i Dreyfus-affæren. Dreyfus var af jødisk afstamning.

## Sagen
Dreyfus blev arresteret den 15. oktober 1894 for spionage til fordel for Tyskland. Den 5. januar 1895 blev han i en hemmelig retssag dømt skyldig og forvist til Djævleøen udfor Guyana i Sydamerika. (Til den samme ø kom senere den franske forfatter Henri Charrière, som beskrev opholdet i bogen Papillon.) Det rygtedes snart, at Dreyfus var uskyldigt dømt, fordi det passede generalstaben at ramme en jøde. Kampen for genoptagelse af sagen kom til at engagere en hel verden.
13.januar 1898 stod Émile Zolas åbne brev "J'accuse" ("Jeg anklager") til den franske præsident Félix Faure på forsiden af Georges Clemenceaus avis L'Aurore. Her anklagede Zola hæren for bevidst at have udpeget Dreyfus fordi han var jøde, og for at have fabrikeret anklagerne mod ham. Kort tid forinden havde Zola offentliggjort en pamflet, hvor han advarede mod, at det kommende århundrede ville blive jødehadets århundrede, hvad han også fik ret i.  Dreyfus-sagen kom til at strække sig fra 1894 til 1904. 19. september 1899 blev krigsretsdommen tilsidesat, Dreyfus løsladt, og en ny sag berammet. Han blev imidlertid dømt igen, men fik amnesti. Dreyfus gik i gang med at samle nyt materiale, og i 1904 fik han sagen genoptaget. 12. juli 1904 faldt dommen: Alle beskyldninger mod ham blev kendt usande. Senere fik han fuld oprejsning og alle sine militære udmærkelser tilbage. Sagen splittede imidlertid Frankrig langt ind i nyere tid. Da den franske kollaboratør Philippe Pétain blev arresteret i 1944 for at have ledet den antisemitiske, katolske og reaktionære Vichy-regering, skal han have udtalt: "Dette er Dreyfus' hævn." 
Som fri mand var Dreyfus mindre idealistisk end dem, som havde kæmpet for hans sag. Da han blev bedt om at undertegne en appel for at frelse anarkisterne Sacco og Vanzettis liv,  blev han rasende. Han ville ikke have mere med den slags sager at gøre. 

## Dreyfus' forkæmpere
Den senere statsminister Léon Blum var selv jøde og "dreyfusard" (dansk: ~ forkæmper for Dreyfus' sag). Ligesom Blum og Zola i Frankrig, talte Georg Brandes i Danmark Dreyfus' sag, ligeså den norske forfatter Bjørnstjerne Bjørnson, der den 21.januar 1898 fik sit støttebrev til Zola på L'Aurores forside, hvor han takkede Zola for at have "mandsmod og hjertelag", og fordømte den franske regering, som "maa være den skamløseste noget civilisered folk har". Knut Hamsun, som opholdt sig i Paris, mente derimod, at Zola kun var ude på at skaffe sig selv opmærksomhed; mens Edvard Grieg afslog at rejse til Paris, aflyste en række koncerter og modtog trusselbreve for sin støtte til Dreyfus.